# アウエン
アウエン (ドイツ語: Owen, ドイツ語発音: [ˈa͜uən] ( 音声ファイル)) は、ドイツ連邦共和国バーデン＝ヴュルテンベルク州シュトゥットガルト行政管区のエスリンゲン郡に属す市である。この街はシュトゥットガルト地方（1992年まではミッテレラー・ネッカー地方）およびシュトゥットガルト大都市圏に属す。アウエンはその全域がシュヴェービシェ・アルプ・バイオスフィアおよびシュヴェービシェ・アルプUNESCOジオパークの一部となっている。

## 地理

### 位置
アウエンは、シュヴェービシェ・アルプ中央部の麓、アルプトラウフに隣接する「レニンガー」ラウター川の谷に位置している。東は山上にテック城が建つテックベルク（海抜 775 m）、南西はアルプ高地のバスガイゲの尾根（海抜 74 m）がある。アウエンはキルヒハイム・ウンター・テックから南に約 7 km、郡庁所在地のエスリンゲン・アム・ネッカーからは南東に約 20 km 離れている。市内の最低地点はティーフェンバッハ川の谷の海抜 350 m 地点である。この川は、市内を短い区間だけ北西に流れ、ラウター川よりもやや上流側でネッカー川に注いでいる。
アウエンは、その全域がシュヴェービシェ・アルプ・バイオスフィアの一部である。

### 自治体の構成
自治体アウエンには、中核市区の他にブルク・テックおよび離れた集落のシューペンホーフ、ゾイバートが属している。

### 隣接する市町村
アウエンと境を接する市町村はいずれもエスリンゲン郡に属している。北はデッティンゲン・ウンター・テック、東はビシンゲン・アン・デア・テック、南はレニンゲン（ブルッケン地区が最寄り）およびエルケンブレヒツヴァイラー、西はボイレンである。

### 土地利用
2020年現在のこの町の用途別土地面積および占有率は以下の通りである。
| 用途         | 面積 (ha) | 占有率 (%) |
| ------------ | --------- | ---------- |
| 住宅用地     | 54        | 5.6        |
| 商工業用地   | 16        | 1.6        |
| レジャー用地 | 6         | 0.6        |
| 交通用地     | 62        | 6.4        |
| 農業用地     | 607       | 62.6       |
| 森林         | 202       | 20.9       |
| 水域         | 5         | 0.5        |
| その他       | 18        | 1.9        |
| 合計         | 970       | 100.0      |

## 歴史
市内の西部で新石器時代の出土品が発見されているが、当時すでにここで定住が営まれていたかどうかは定かではない。テックベルクは青銅器時代、ハルシュタット時代、中世初期に使われていた。紀元後2世紀に現在のアウエンの領域内にローマ人の農場が形成された。集落が同じくらい古くからあったかは明かでない。

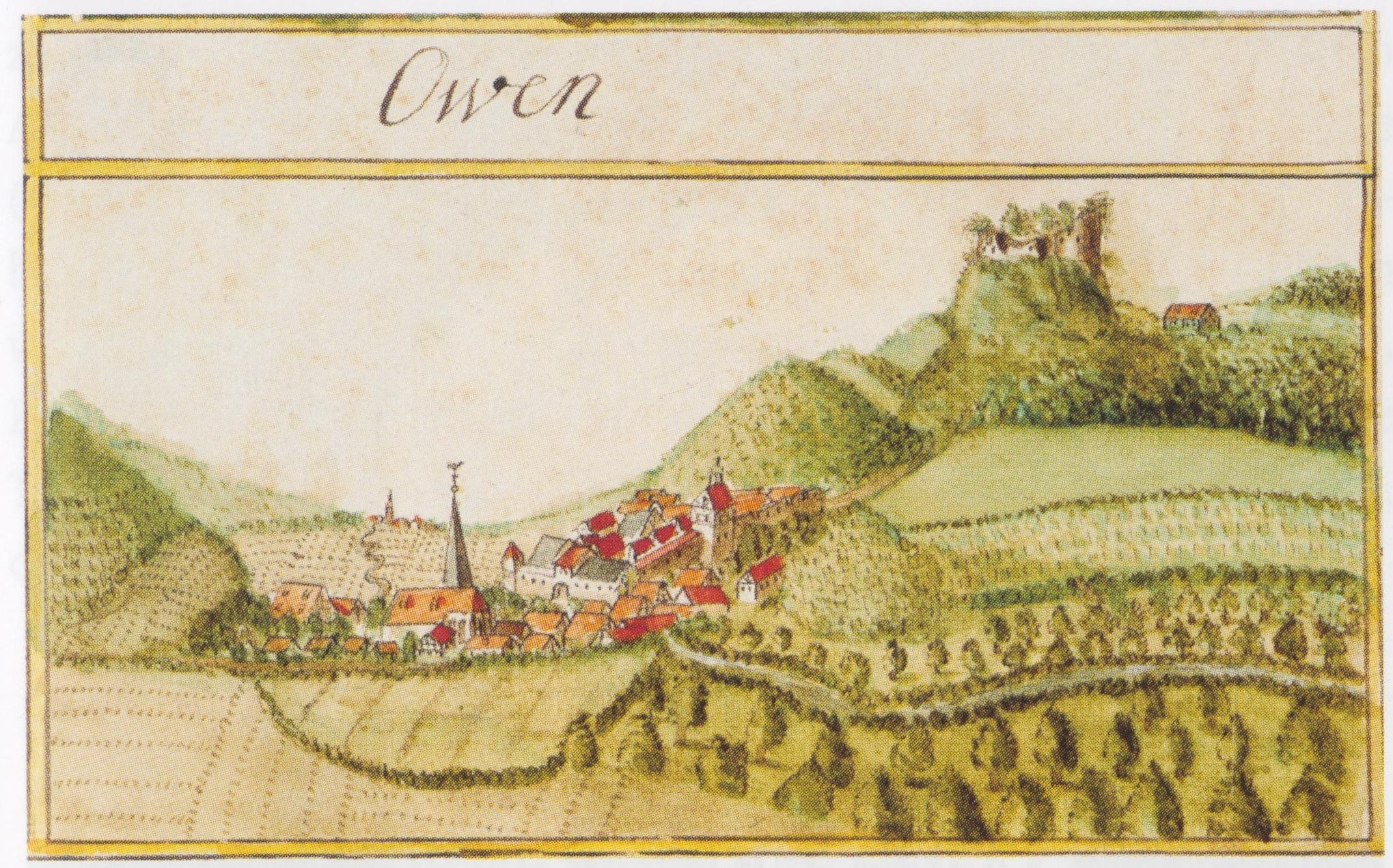
1683/85年にアンドレアス・キーザーによって描かれたアウエンとテック城

南ドイツには似たような名前の村が多いため、確かにアウエンに関するものだと言えるのは1261年の記述である。この記述は、ユーベルリッターという名前のテック家の家臣についてのものである。研究によれば、遅くとも13世紀半ばにラウター川沿いの古い村の高台に現在の都市が形成された。この街は3つの大きな門とマルクト広場沿いにベルンハルツ礼拝堂をもつ、おおむね四角形の街で街道が街を貫いていた。都市の堀と市壁の遺構は現在も遺されている。古い村の教会が市壁の外に建つマリエン教会で（1267年に文献でその存在が証明される）、テック公の墓所であった。都市建設に伴い建造されたテック公の城館は1638年/1639年に取り壊され、その跡地に現在の市庁舎が建設された。本市は1385年にヴュルテンベルク領となり、フォークタイ・キルヒハイム（キルヒハイム代官区）に属した。ヴュルテンベルク王国の新しい行政制度の導入後もアウエンはオーバーアムト・キルヒハイムに留まった。アウエンは1938年に新設されたニュルティンゲン郡に編入された。
第二次世界大戦の終わり頃、1945年4月20日から21日の空爆で、アウエンの家屋53軒が破壊された。1945年にアウエンはアメリカ管理地区となり、新設されたヴュルテンベルク＝バーデン州に属した。この州は1952年に現在のバーデン＝ヴュルテンベルク州となった。1973年のバーデン＝ヴュルテンベルク州の郡再編でアウエンはエスリンゲン郡に属することとなった。

### 地名
Owen という地名は、Auen と同じ発音であり、一部の地図では補記として括弧書きで印刷されているものもある。Auen は水の豊かな草地を意味する。Owen はドイツ古語の書法であり、地名として現在まで保持されている。例外的な読み方であることから、正書法辞典にも掲載されている。

## 住民

### 宗教
宗教改革以降アウエンでは福音主義が主流である。福音主義アウエン教会組織は約2100人の信者（2005年現在）を擁している。礼拝は600年以上の歴史を持つマリエン教会で行われる。
カトリック信者は隣接するレニンゲンの教会組織に属している。アウエンにはカトリック教会センターがあり、毎週ミサが行われている。

### 人口推移
人口調査結果 (*) または州統計局の公式研究結果に基づく人口推移を以下に示す（この街を主たる住所地とする人口）。
| 時期            | 人口（人） |
| --------------- | ---------- |
| 1834年12月3日*  | 1,546      |
| 1861年12月3日*  | 1,557      |
| 1900年12月1日*  | 1,629      |
| 1939年5月17日*  | 1,582      |
| 1946年10月29日* | 1,945      |
| 1950年9月13日*  | 2,139      |
| 1961年6月6日*   | 2,432      |
| 1970年5月27日*  | 2,685      |
| 1987年5月25日*  | 2,925      |

| 時期           | 人口（人） |
| -------------- | ---------- |
| 1990年12月31日 | 3,089      |
| 1995年12月31日 | 3,272      |
| 2000年12月31日 | 3,485      |
| 2005年12月31日 | 3,495      |
| 2010年12月31日 | 3,449      |
| 2011年5月9日*  | 3,421      |
| 2015年12月31日 | 3,415      |
| 2020年12月31日 | 3,382      |

## 行政

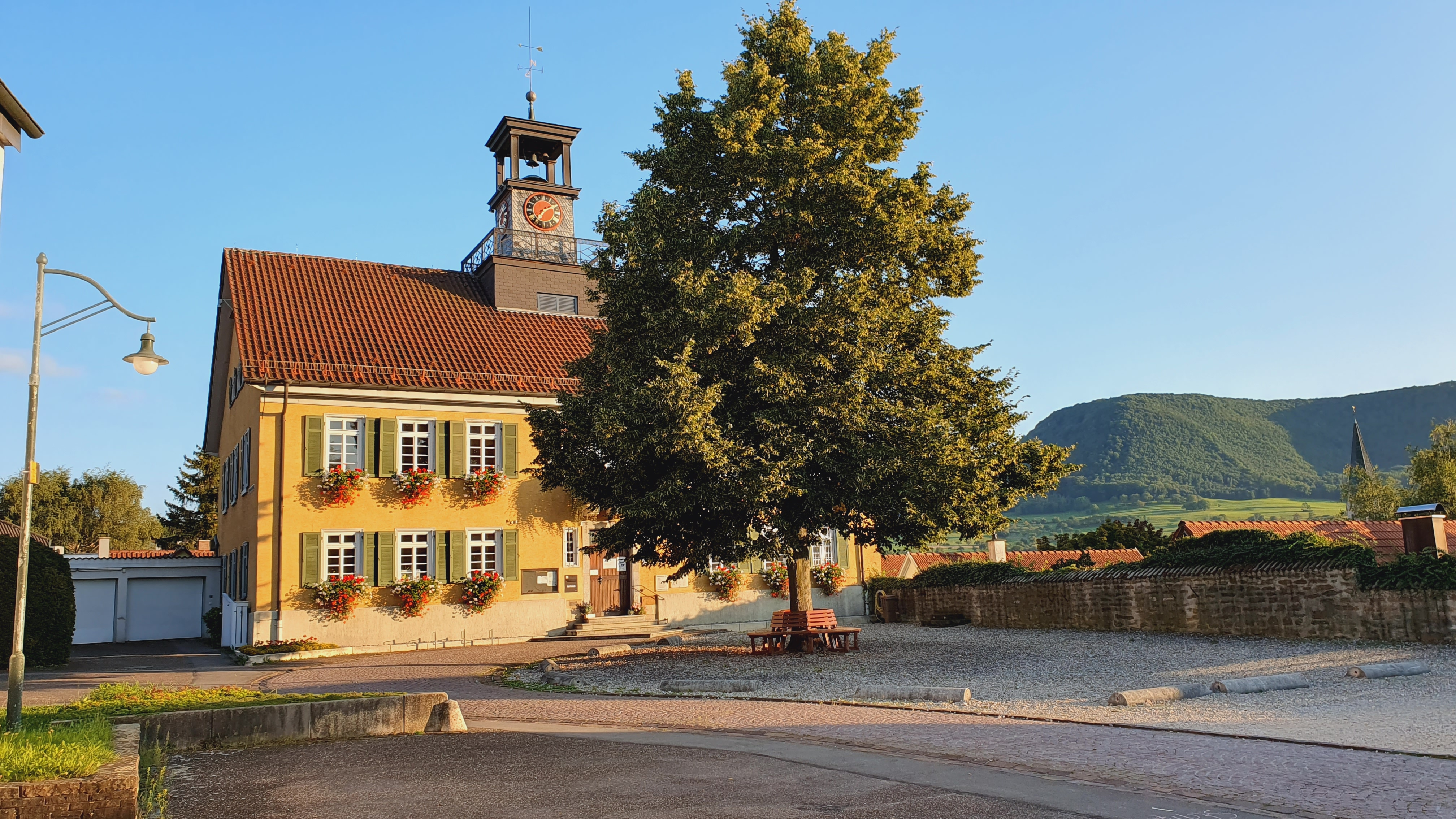
アウエンの市庁舎

### 議会
アウエンの市議会は14議席からなる。市議会は選出された名誉職の議員と議長を務める市長で構成されている。市長は市議会において投票権を有している。

### 首長
- 1972年まで　オットー・ハインツ
- 1972年 - 2008年　ジークフリート・ローザー
- 2008年から　ヴェレーナ・グレツィインガー。彼女は2016年9月の市長選挙で 98 % の票を獲得して再選された[7]。

### 紋章
図柄: 銀地に黒いラテン文字の大文字 O。
おそらく市場のマークであった地名のイニシャルを意味する大文字は、15世紀から印章に現れる。紋章としては1535年からその使用が確認できる。遅くとも17世紀から20世紀までは、この上にヴュルテンベルクの鹿の角が描かれていた。19世紀にはさらに四分割された紋章が用いられた。向かって右上と左下にテックの菱形、向かって左上に犂、向かって右下に穂が描かれていた。しかし1931年に公式な許可を得て1535年の原型に戻され、鹿の角は除去された。

### 旗
旗の色は黒 - 白である（1956年に承認）。

## 経済と社会資本

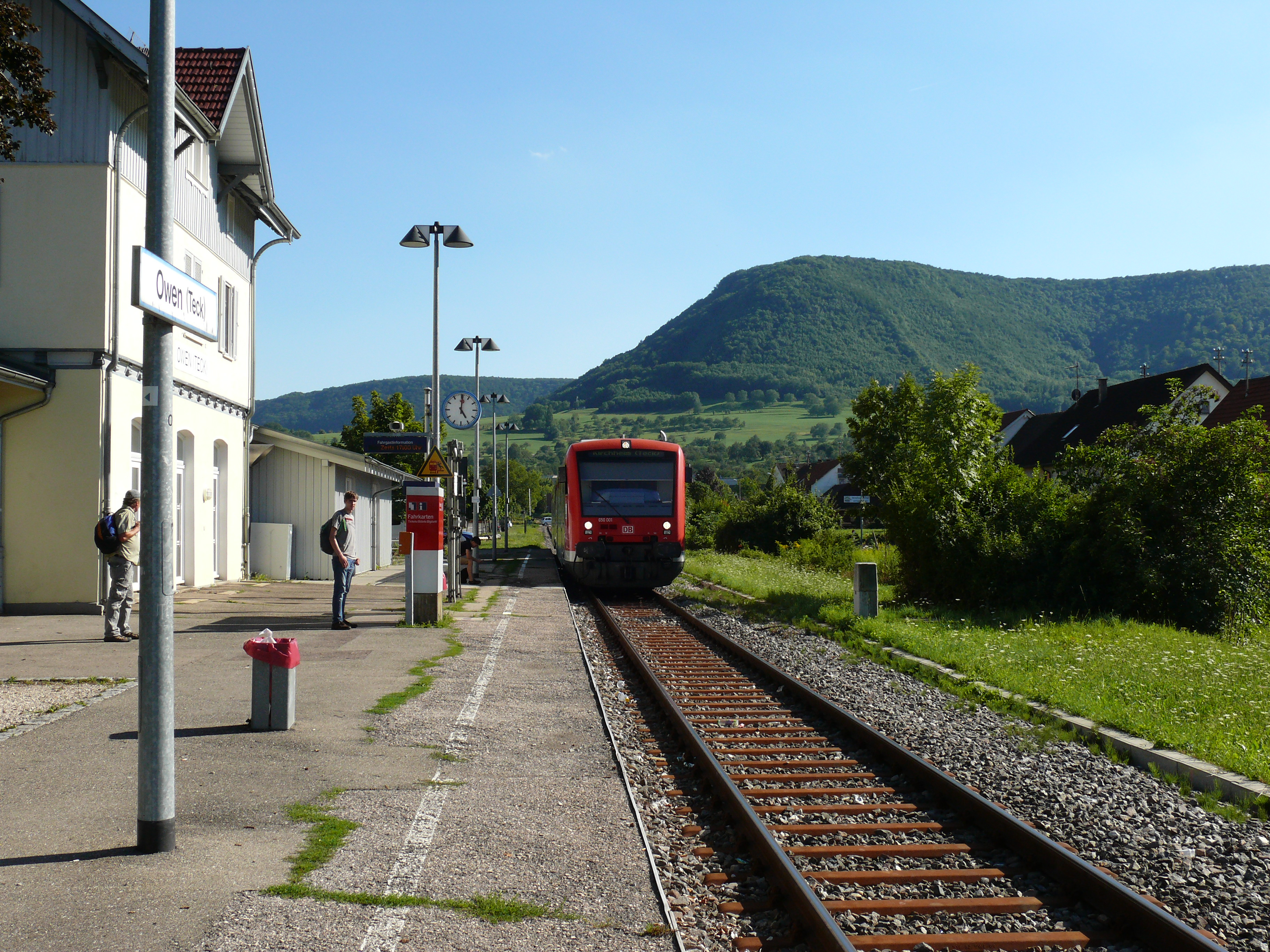
アウエン駅

### 交通
アウエンはテック鉄道（ヴェンドリンゲン - オーバーレニンゲン）によって全国の鉄道網に接続している。その一部であるヴェンドリンゲン - キルヒハイム/テック間は、2009年12月13日からシュトゥットガルトSバーンのS1号線が利用している。キルヒハイム/テック - オーバーレニンゲン間はディーゼル車両が運行しており、アウエンにも停車する。王立ヴュルテンベルク邦有鉄道は1899年に統一駅舎 Typ IIIa の駅舎を1899年に建設した。さらに近隣市町村へバスの接続もある。
キルヒハイム・ウンター・テックからブラウボイレンへの連邦道465号線がアウエンを通っている。アウトバーンA8号線は、5 km 離れたキルヒハイム・ウンター・テック東インターチェンジを利用する。

### 地元企業
アウエンではロイツェ・グループが大きな経済的重要性を担っている。この企業グループは世界中に生産拠点を有している。子会社のロイツェ・エレクトロニックはセンサー製品を製造している。
ヴィノテックは重要なワイン販売業者である。

### 教育機関
アウエンには基礎課程学校ジビレ＝フォン＝デア＝テック＝シューレがある。この他に幼稚園が2園ある。

## 文化と見所

### 自転車道と遊歩道
アウエンは、ドイツで最も人気がある広域遊歩道の1つで、アルプトラウフ沿いにドナウヴェルトからトゥットリンゲンに至るアルプシュタイク（シュヴェービシェ＝アルプ＝ノルトラント＝ヴェークあるいは HW1とも呼ばれる）、およびアーレンからトゥットリンゲンまで6つの区間に分けられたマウンテンバイクやグラーベルバイク向けの広域自転車道であるアルプ＝クロッシング沿いに位置している。

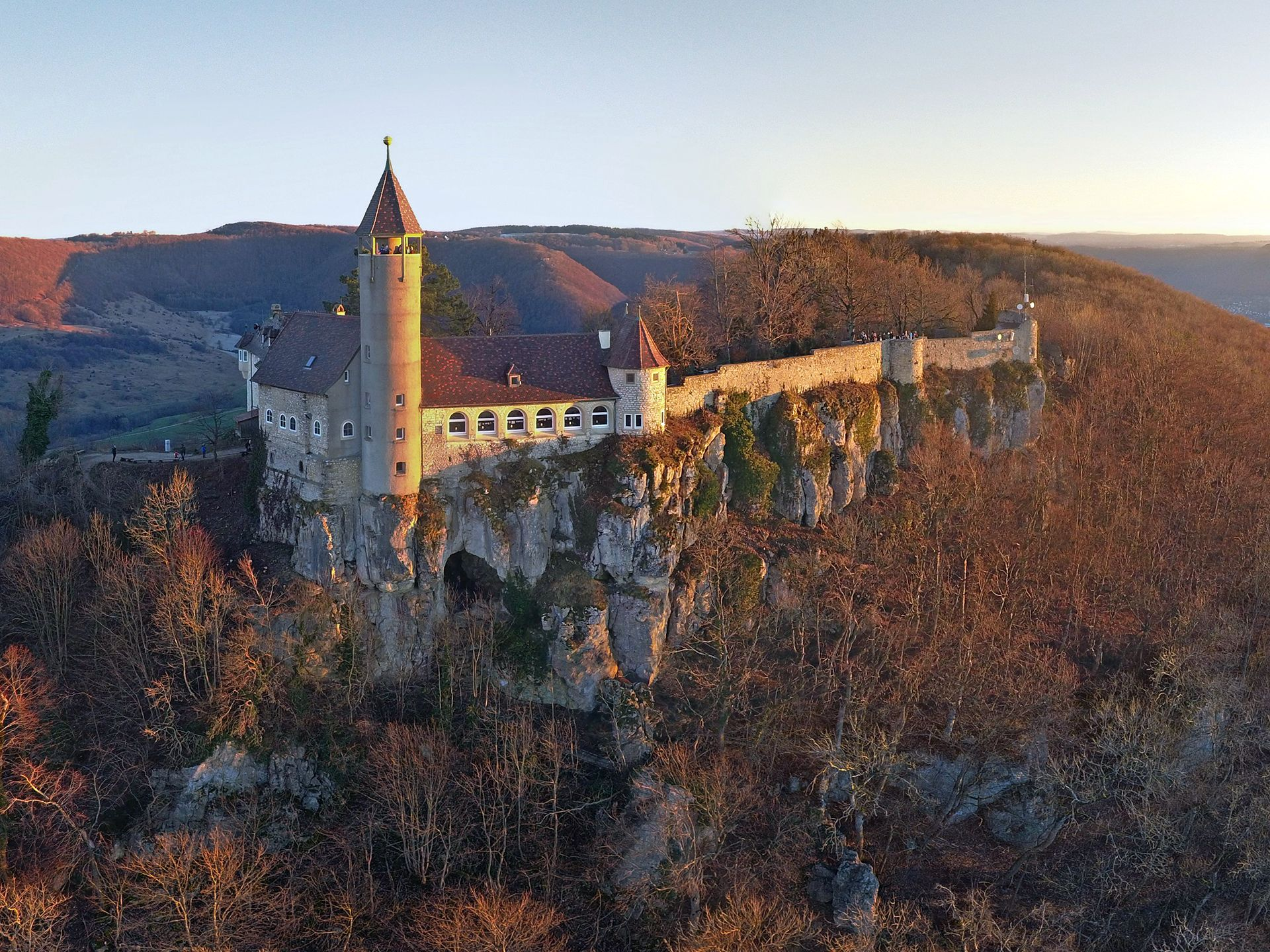
テック城

### 建築
- テックベルクのテック城は12世紀にはツェーリンゲン家、後のテック公の拠点であったが、14世紀にヴュルテンベルクの所有となった。この城は1525年のドイツ農民戦争によって破壊された。この城は19世紀後期から人気のハイキング地となったため、1950年代までここには大きなヴァンダーハイム（ハイキング客に休憩所や食事などのサービスを提供する施設）があった。
- ゴシック様式のマリエン教会はテック公の廟所であり、14世紀後期に現在の姿となった。この教会は第二次世界大戦で損傷し、1952年までに再建された。
- ベルンハルツ礼拝堂、現在は住民の催事場として利用されている。
- アウエン市は、かつてのベギン会修道士の庵に2011年からアウエン歴史の家を設けている。2011年12月にバーデン＝ヴュルテンベルク州文化庁は、この旧ベギン会修道士の庵を今月の文化財に選定した。

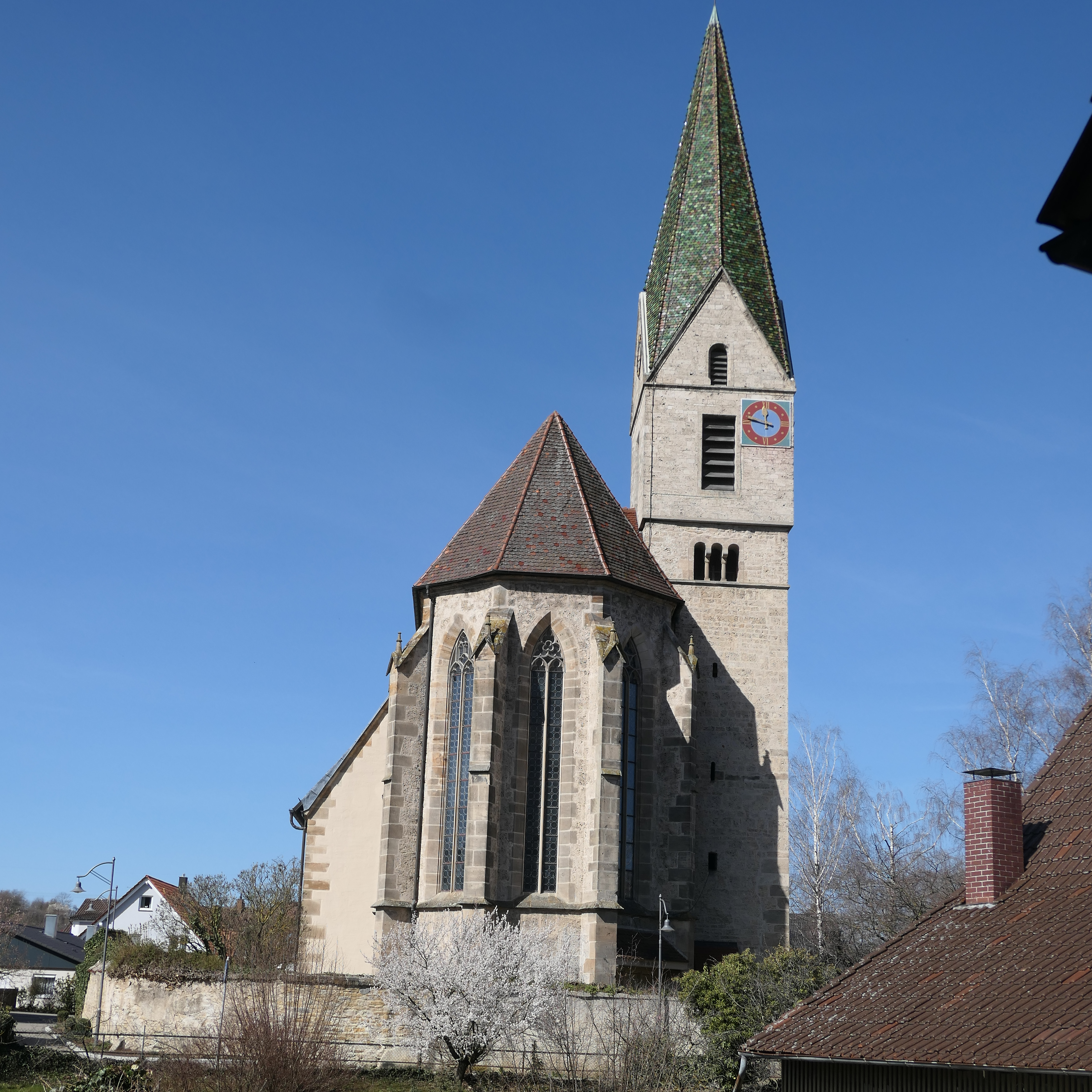
マリエン教会
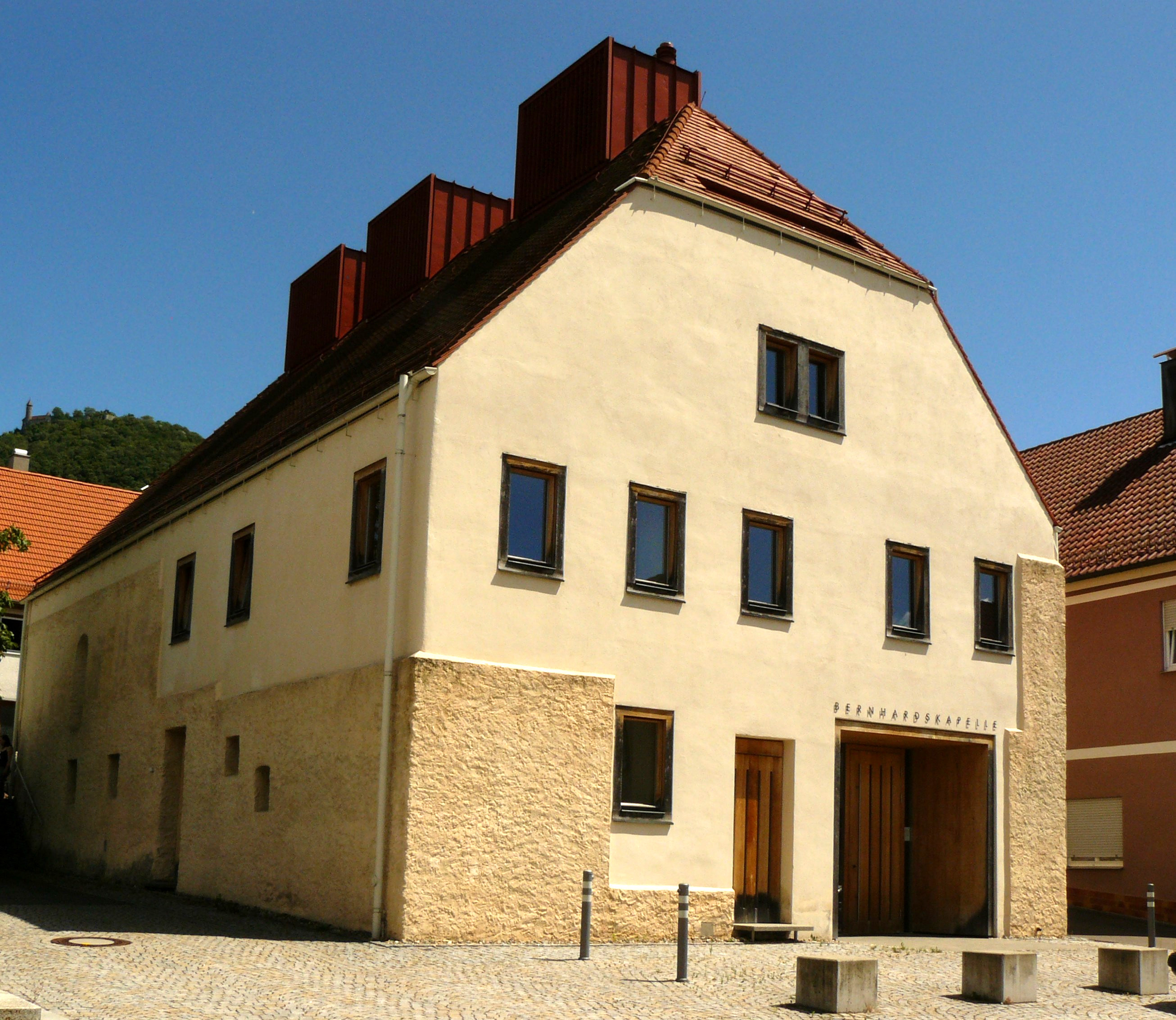
ベルンハルツ礼拝堂

### 年中行事
- アウエンのマリアの日は伝統的に5月の最終火曜日に開催される。
- 1988年から2006年まで毎年テックハレでアウエンのロックの夜が開催されていた。

## 人物

### 出身者
- ヘルマン・クリング（1880年 - 1957年）政治家

### ゆかりの人物
- エドゥアルト・メーリケ（1804年 - 1875年）詩人。1829年から1831年までアウエンの副牧師を務めた。
- ヴィルヘルム・ツィンマーマン（ドイツ語版、英語版）（1807年 - 1878年）神学者、歴史家。1872年からアウエンの牧師を務めた。

## 関連図書
- Rudolf Moser, ed (1842). “Gemeinde Owen”. Beschreibung des Oberamts Kirchheim. Die Württembergischen Oberamtsbeschreibungen 1824–1886. Band 16. Stuttgart / Tübingen: Cotta’sche Verlagsbuchhandlung. pp. 237–262
- Hans Schwenkel (1953). Heimatbuch des Kreises Nürtingen. Band 2. Würzburg. pp. 1006–1039
- Landesarchiv Baden-Württemberg i. V., Landkreis Esslingen, ed (2009). Der Landkreis Esslingen, Band 2. Ostfildern: Jan Thorbecke Verlag. p. 361. ISBN 978-3-7995-0842-1
- Rudolf Locher (1977). Bürgermeisteramt Owen. ed. Das alte Owen. Stuttgart: Omnitypie
- Karl Heinz Alber; Dörthe Jakobs (2005). Landesamt für Denkmalpflege im Regierungspräsidium Stuttgart, Esslingen am Neckar. ed. Bernhardskapelle Owen (1 ed.). Lindenberg: Fink. ISBN 978-3-89870-244-7